# Линейни кораби тип „Конте ди Кавур“
Конте ди Кавур (на италиански: Conte di Cavour) са серия италиански линейни кораби от времето на Първата световна война.

## История на създаването
Още по време на залагане на първия линкор на Италианските ВМС „Данте Алигери“, в Италия се появяват сведения, че Австро-Унгария спешно започва разработка на свои дредноути. Също, че в Австро-Унгария е решено да поставят на своите линкори трихоръдейни кули. Създаването на чертежите за новия линкор е поръчано на контраадмирал Едуардо Масдеа. Масдеа предлага нов проект за по-голям кораб с оригинално разполагане на артилерията в пет кули: на носа и кърмата ниските кули трябва да са триоръдейни, а високите – двуоръдейни. Още една триоръдейна кула се разполага точно на мидъла – между комините.
Появата на новите английски дредноути с 15-дюймови оръдия на главния калибър прави очевидно остаряването на италианските линкори още на стапела.

## История на строителството
През лятото на 1910 г. в три италиански корабостроителници са заложени трите линкора от новия тип. Линкорите се строят в „Арсенала“ на Специя, „Ансалдо“ в Генуа и „Одеро“ във Фоче близо до Генуа. Новите линкори получава имената: „Конте ди Кавур“, „Джулио Чезаре“, „Леонардо да Винчи“.

## Представители
| Название                              | Заложен           | Влиза в строй   | Съдба                                                                           |
| ------------------------------------- | ----------------- | --------------- | ------------------------------------------------------------------------------- |
| „Конте ди Кавур“ Conte di Cavour      | 10 август 1910 г. | 1 април 1915 г. | Потопен на 11 ноември 1940 г.                                                   |
| „Джулио Чезаре“ Giulio Cesare         | 24 юни 1910 г.    | 14 май 1914 г.  | Предаден на СССР като репарация през 1948 г. Потъва на 29 октомври 1955 г.      |
| „Леонардо да Винчи“ Leonardo da Vinci | 18 юли 1910 г.    | 17 май 1914 г.  | Преобръща се и потъва на 3 август 1916 г. Разкомплектаван за метал през 1923 г. |

## Конструкция

### Корпус и надстройки
На стадия на проектиране на линкорите от типа „Конте ди Кавур“ обводите на корпуса многократно се изпитват в експериментален басейн. Кърмата има закръглена форма с два руля, разположени по надлъжната ос на корпуса.
Корпусът на линкора е изпълнен почти напълно от високоякостна стомана и има по цялото си протежение двойно дъно. На кораба има три палуби: бронирана, главна и горна.
Профилът на кораба преднамерено е направен симетричен, за да не може противника веднага да определи посоката на движение. В центъра на корпуса се намира кулата на главния калибър № 3, на носа и на кърмата от нея са разположени две мачти, нататък към краищата следват раздалечените комини, бойната рубка и симетричният ѝ кърмови команден пост, и силуета завършват две групи кули на ГК – носова и кърмова. Носовите кули са разположени на палубата на полубака – с ниво по-нагоре от кърмовите.
Тъй като фокмачтата се намира веднага след комина, нейния марс при движение постоянно е обвит в дим. Този недостатък е отстранен в хода на ремонт през 1924 г., когато фокмачтата е срязана и пренесена пред комина. Основата на старата мачта се използва за закрепването на товарна стрела. По-късните линейни кораби тип „Андреа Дория“ изначално имат фокмачта пред комина.
Корабите имат удължен полубак, стеснен в района на носовите кули на главния калибър, а в центъра на корпуса преминаващ в широк каземат, ромбовиден, като разрез, в който са разположени четири групи 120-мм оръдия. Жилищните помещения, както за офицерите, така и кубриците за матросите са силно разсъсредоточените по дължината на кораба, достатъчно големи и комфортни според мерките на времето.

### Въоръжение
Оръдията на главния калибър на линкорите от типа „Конте ди Кавур“ са проектирани от фирмата „Армстронг“. За линкора „Конте ди Кавур“ оръдията са произведени в Италия от фирмата „Викерс-Терни“, за „Леонардо да Винчи“ – в Англия от фирмата „Армстронг“, а за „Джулио Чезаре“ от италианския филиал на английската „Армстронг“ в Поцуоли близо до Неапол с помощта на водещата фирма.
Оръдията на главния калибър са разположени в 5 кули, поставени в диаметралната плоскост на кораба така, че по носа и кърмата могат да стрелят по 5 ствола, а по всеки борд – всички 13 ствола. Оръдейните кули № 1, № 3 и № 5 са триоръдейни, а издигнатите кули № 2 и № 4 – двуоръдейни. Ъглите на обстрел на кули № 1 и № 5 са 300°, на № 2 и № 4 – 310°, а на № 3 – на теория 360°, макар на практика нейните носов и кърмови сектори да се заслоняват от комините и надстройките. Боезапасът на всяко 305-мм оръдие е 40 бронебойни снаряда и 30 осколочни.
Артилерията на спомагателния калибър се състои от 18 × 120 мм оръдия система Викерс образец 1909 г. Те са разположени под надстройката на полубака в центъра на кораба. Осем от тях могат да водят огън по носа, шест – по кърмата и девет – по всеки борд. Боезапаса на тези оръдия се състои от 3600 снаряда.
Линкорите от типа „Конте ди Кавур“ имат 14 × 76 мм зенитни оръдия система Викерс образец 1909 г., които стоят открито на кулите, централната надстройка и горната палуба. Те могат да бъдат разположени на 30 различни позиции.
Артилерийските погреби са разположени на три групи: носова, централна и кърмова, но всички се намират под главната бронева палуба. Подаването на боеприпаси за главния калибър на линкорите се осъществява хидравлично, а насочването на стволовете е електрохидравлично.
Също така на корабите има подводни торпедни апарати: два носови и един кърмов.

### Силова установка
Построеният в държавна корабостроителница „Кавур“ е най-малко претоварен, и неговата водоизместимост, в резултат на по-щателния теглови контрол, се оказва най-малко спрямо другите съдове. Но и той не успява, на приемните изпитания, да достигне проектната скорост от 22,5 възела, макар всички три кораба на надминават проектната мощност. („Джулио Чезаре“ – 30 700 к.с.=21,56 възела, „Леонардо да Винчи“ – 32 300 к.с.=21,6 възела, „Конте ди Кавур“ – 31 278 к.с.=22,2 възела.) В резултат на това изгодада за сметка на отслабването на бронирането се оказва нищожна.

## Модернизация
В периода 1933 – 1937 г. двата оцелели линкора – „Джулио Чезаре“ и „Конте ди Кавур“ – са подложени на дълбока модернизация с пълна замяна на механизмите, надстройките и обновяване на цялото въоръжение.
Главната идея за модернизацията се състои в премахването на средната кула и разполагането на мястото на нейните подкуполни отделения на новите машини.
Носовата част на линкорите е удължена с 10,3 м и е снабдена с наклонен („клиперен“) форщевен. Удължаването на корпуса е направено, преди всичко, за осигуряване на по-висока скорост, несъвместима със старите обводи. При това старата носова част, заедно с форщевена, си остава на предишното място, вече вътре в корпуса.
Новата енергетична установка, макар и с една трета по-малка от старата, развива тройно по-голяма мощност, благодарение на което (а също и на подобрените обводи) модернизираните линкор могат да развиват скорост от 28 възела. Механизмите са разположени в шахматен порядък – по левия борд отпред се намират котлите, зад тях – турбините, а по десния – наобратно. Установката работи само на два вала, за това външната двойка валове, с винтовете, е премахната.
Калибърът на оръдията е увеличен до 320 мм чрез разпробиване на 305-мм оръдия. Макар броя на стволовете да намалява от 13 до 10, масата на залпа остава съпоставима (5250 кг против 5876), увеличава се далекобойността (за сметка на по-големия ъгъл на възвишение) и бронепробиваемостта. Новите оръдия се допълват от достатъчно съвършена система за управление на огъня. В резултат на това, въоръжението на модернизираните линкори от типа „Конте ди Кавур“ се оказва напълно конкурентоспособно в сравнение с оръдията на френските кораби.
Напълно е обновена и спомагателната артилерия. Вместо казематните 120-мм оръдия са поставени шест сдвоени куполни установки (от същия калибър, но по-нов модел), разположени на горната палуба, а също и осем 100-мм зенитки.
Също е увеличена дебелината на бронята. Дебелината на главната бронева палуба над енергетичната установка съставя 80 мм, а над погребите – 100 мм.
Изменена е противоторпедната защита на линкорите. Главният конструктор, генерал Пулиезе, предлага тя да се оформи като две концентрични тръби: вътрешната е куха и е предназначена за погасяването на силата на подводния взрив, а външната, на отдалечената от борда страна, представлява 25-мм полукръгла бронева преграда.

## История на службата

### Първа световна война
През август 1914 г. започва Първата световна война. Трите линкора от типа „Конте ди Кавур“ влизат в 1-ва Бойна дивизия на контраадмирал К. Корси. Линкорът „Конте ди Кавур“ се командва от капитан 1 ранг Солари, „Джулио Чезаре“ от капитан 1 ранг Марцоло, „Леонардо да Винчи“ от капитан 1 ранг Морино.
Италия не влиза веднага във войната, дълго решавайки, чия страна е по-изгодно да заеме. Макар към момента на началото тя да влиза в състава на Тройния съюз, заедно с Германия и Австро-Унгария, Антантата успява да постигне неутралитет на Италия. Влизането на Италия на страната на Германия би направило положението на съюзниците в Средиземно море под заплаха. В края на краищата с обещание да се удовлетворят всички претенции на Италия в Адриатика за сметка на Австро-Унгария тя влиза във войната на страната на Антантата.
Към момента на обявяването на войната, на 24 май 1915 г., всички дредноути от типа „Конте ди Кавур“ се намират в главната база в Таранто, влизайки в състава на 1-ва дивизия линейни кораби на контраадмирал Корси, като най-новият, „Конте ди Кавур“, става флагмански кораб на главнокомандващия, вицеадмирал Луиджи ди Савоя. Командир на „Джулио Чезаре“ вече е капитан 1 ранг Лобети, а на „Леонардо да Винчи“ – капитан 1 ранг С.Писенарди. Ден преди това на борда на „Конте ди Кавур“ има среща на командващия английския Средиземноморски флот, адмирал Гембъл, с началника на италианския главен морски щаб, вицеадмирал Паоло ди Ревел и главнокомандващия, херцог Абруцки, на която се обсъждат въпроси за взаимодействието на флотовете.
Веднага след обявяването на войната Италия започва блокада на Австро-Унгарското крайбрежие. Задачата на линкорите от типа „Конте ди Кавур“ е бой с Австро-Унгарските дредноути от типа „Вирибус Унитис“. В други случаи е забранено да се рискува с тях. Към 1916 г. италианците разполагат с шест дредноута против четири австрийски, но те смятат, че в ескадрено сражение австрийците ще имат в състава на главните си сили още три мощни додредноута и ще приемат боя при отстъпление в строй на фронт.
Скоро след започването на войната в Адриатика става ясно, че не австрийските линкори, намиращи се в базите, са главната опасност. Подводните лодки, потопили за седмица през юли 1915 г. три големи броненосни крайцера, в т.ч. два италиански, рязко променят довоенните виждания за средствата за достигане на господство по море. Подводната заплаха кара всички големи италиански кораби да си стоят в заливите.
Една от малкото операции, към които са привличани дредноутите, е окупацията на базата Курцола на полуостров Сабионцела в Италия, в която участват и трите линкора от типа „Конте ди Кавур“.
Но и стоенето на италианските линкори в базите не ги избавя от загуби. На 2 август 1916 г. на едва що излезлия от дока в Таранто „Леонардо да Винчи“ е натоварен допълнителен боезапас за учебни стрелби, за да не се хаби основния боекомплект. Опасният товар е приет в напълно удовлетворително състояние, всичко на кораба се намират 846 305-мм, 2866 120-мм снаряда и 2 торпеда, а също пълен запас гориво. Примерно в 23:00 офицерите и екипажа, намиращи се на долните палуби, чувстват сътресение, което едни сравняват по-късно с взрив, а други – с обиране на котвената верига.
Действието на взрива започва да се разпространява по кърмовата 120-мм батарея на десния борд, а от гърловината на вентилатора за охлаждане, близо до елеватор № 10, се показва дим. След обявяването на бойна тревога командира на кораба вижда, че дима излиза от отделението на петата кула, и, разбирайки, че в погреба има пожар, заповядва да се наводнят погребите за двете кърмови кули. Погребите са наводнени бързо, за гасенето на пожара са извадени маркучите. Но в 23:16 от елеватор № 10 се показва силен пламък, който прониква в батареята и започва бързо да се разпространява към носовата част на кораба. Пробиващите се от всички отвори огън и дим са забелязани от стоящите на рейда кораби.
След 6 минути от появата на пламъка става взрив, който в направените от него разрушения с много пъти надминава предходните. Силата на взрива отмитат зад борда част от екипажа от горните постове и повреждат кингстоните за наводняване в носовата част на кораба. Водата, попадаща вътре в корпуса, свободно се разпространява през отворените водонепроницаеми врати. В 23:40 линкорът започва постепенно да потъва във водата, откъм кърмата, с крен по левия борд, който бързо се увеличава. В 23.45 корабът се преобръща с кила нагоре и потъва на дълбочина 10 метра.
Загиват 21 офицера 34 и 227 души от екипажа, от 1156. Следствената комисия изсказва няколко предположения, всяко от което се аргументира от съответни факти. Обаче през ноември 1916 г. върху причината на гибелта на „Леонардо да Винчи“ е пролята светлина. Органите на контраразузнаването разкриват голяма германска шпионска организация, начело с виден служител на папската канцелария, която се занимава с провеждането на диверсии по корабите на италианския флот.
В течение на 30 месеца се провеждат корабоподемни работи, в които участват до 150 работници. След поставянето на кораба в док, нагоре с кила, е установено, че взрива е образувал значителна пробойна по двата борда в района на излизането на комините от корпуса и е повредил голям брой водонепроницаеми прегради. След взрива водата прониква в погребите за боезапаса и съседните помещения, а също в коридора на гребните валове. Разпространението на водата се способства от отворените врати, разположени с 0,94 м над кила. Когато водата прониква в елеваторите и наводнява почти целия кораб, неговата устойчивост се нарушава, той се преобръща и потъва за 10 минути.
В края на годината „Конте ди Кавур“ става флагман на „Група А“, оставайки заедно с „Джулио Чезаре“ и „Данте Алигери“ в състава на 1-ва дивизия, продължавайки да се базира в Таранто. През март 1917 всички дредноути се намират в района на южна Адриатика и Йонийско море, за да подсигуряват операциите по островите на Йонийския архипелага.

## Гибел на корабите
Всички три кораба от този тип са загубени в резултат на повреди, като не в открит бой, а в своите заливи: „Леонардо да Винчи“ се взривява в Таранто през 1916 г., „Конте ди Кавур“ е торпилиран по време на нападението над Таранто през 1940 г., след това е изваден за ремонт и отново потопен при бомбардировката над Триест през 1945 г., а „Джулио Чезаре“, предаден на Съветския съюз където носи името „Новоросийск“, се взривява на рейда в Севастопол през 1955 г.
Два от трите кораба – „Леонардо“ и „Новоросийск“ – се взривяват на стоянката си при липса на видим противник. В двата случая са разглеждани различни версии, от техническа неизправност до диверсия. Любопитно е, че гибелта на „Леонардо да Винчи“ е предшествана от аналогична катастрофа с броненосеца „Бенедето Брин“ през 1915 г., а „Новоросийск“ загива практически на същото място и при подобни обстоятелства, както линкора „Императрица Мария“ през 1916 г.
„Леонардо“ и „Новоросийск“ при потъването си се преобръщат нагоре с кила. „Кавур“, първия път, потъва на ровен кил, а във втория – също се преобръща. Това може да се разглежда като следствие от недостатъчната устойчивост на корабите от дадения тип.